# مقاطعة فرانكلين (إنديانا)
مقاطعة فرانكلين هي مقاطعة في إنديانا، بلغ عدد سكانها 23٬087  نسمة، في 2010، عاصمتها بروكفيل، تبلغ مساحتها 1٬014 كيلومتر مربع.

## الموقع
تشترك في الحدود مع:
- مقاطعة فاييت
- مقاطعة ديربورن (إنديانا)
- مقاطعة ريبلي
- مقاطعة ديكاتور (إنديانا)
- مقاطعة هاملتون، أوهايو
- مقاطعة يونيون
- مقاطعة بتلر، أوهايو
- مقاطعة روش.

## التقسيمات الإدارية
- بروكفيل.

## أعلام
- إيدا هوستيد هاربر
- جون سانت جون
- جيمس دبليو. أوينز